# 神代貞綱
神代 貞綱（こうじろ さだつな）は、戦国時代の武将。

## 経歴・人物
神代氏は周防大内氏に守護代家として仕えた家で、貞綱は大内政弘・義興のもとで筑前守護代をつとめた。永正5年（1508年）義興が足利義稙と共に上京した際には、弘中武長と共に山城守護代をつとめた。